# Misa en do mayor (Beethoven)

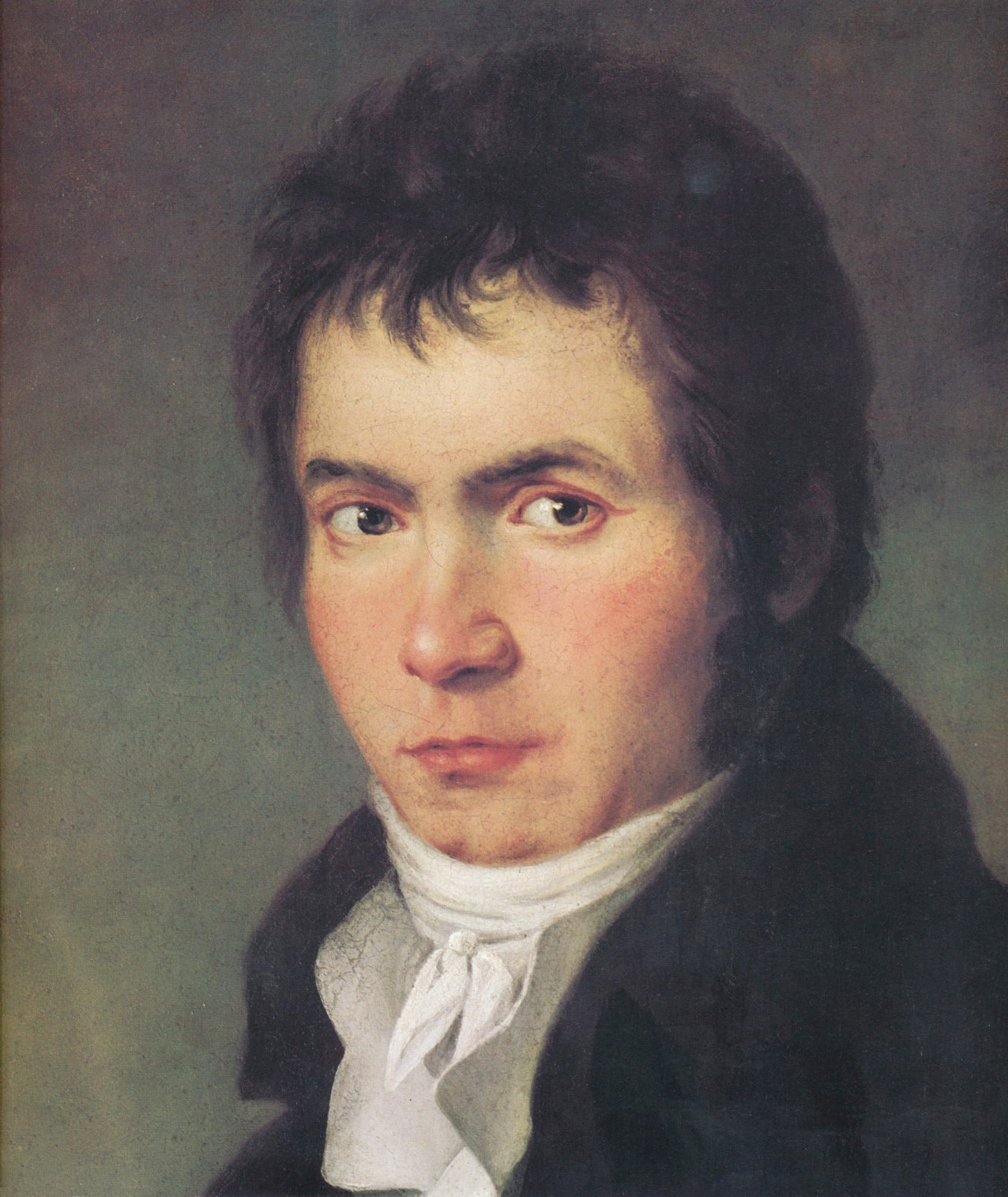
Beethoven en 1804.

La Misa en do mayor, Op. 86 fue compuesta por Ludwig van Beethoven en 1807 por encargo del príncipe Nikolaus Esterházy II.

## Historia
Beethoven continuaba una tradición establecida por Joseph Haydn, quien después de regresar de Inglaterra en 1795 compuso una misa por año para la familia Esterházy, para celebrar el onomástico de la esposa del príncipe. Haydn terminó esta tradición con el deterioro de su salud en 1802.

### Estreno
El estreno público se celebró el 22 de diciembre de 1808 en el Theater an der Wien de Viena, en el cual se había estropeado la calefacción. Consistió en un concierto "maratón" de cuatro horas con música exclusivamente de Beethoven y que fue dirigido por el propio compositor. En este evento se escucharon por primera vez tres movimientos de esta misa. El programa del concierto de estreno fue el siguiente:
1. La Sinfonía n.º 6, Op. 68
2. El aria "Ah perfido!" Op. 65
3. El Gloria de la Misa en do mayor, Op. 86
4. El Concierto para piano n.º 4, Op. 58 (tocado por el propio Beethoven)
5. (pausa)
6. La Sinfonía n.º 5, Op. 67
7. El Sanctus y el Benedictus de la misma misa
8. Una improvisación para piano solo tocada por Beethoven
9. La Fantasía coral, Op. 80

## Recepción de la obra
El príncipe Nikolaus no apreció la misa, lo que causó que Beethoven abandonara su casa en un rapto de cólera. Charles Rosen, en su The Classical Style, ha considerado al episodio "el error público más humillante" de Beethoven. La misa es apreciada por críticos (tales como Rosen), pero es probablemente una de las obras grandes menos interpretadas de Beethoven.
De la obra, el crítico Michael Moore ha escrito "Si bien ha sido opacada por la inmensa Missa Solemnis, compuesta quince años después, tiene tal impacto directo y contenido emocional de la que la obra posterior a veces no tiene." La ampliamente consultada Penguin Guide to Compact Discs (edición 2004) acertadamente la denomina "una obra maestra largamente subestimada".